# Lista över offentlig konst i Täby kommun
Lista över offentlig konst i Täby kommun är en ofullständig förteckning över utomhusplacerade skulpturer i Täby kommun.
| Titel                                                   | Konstnär(er)             | Årtal | Beskrivning                               | Typ - material                             | Stadsdel/ort  | Plats Koordinater                                                                            | Bild                                      |
| ------------------------------------------------------- | ------------------------ | ----- | ----------------------------------------- | ------------------------------------------ | ------------- | -------------------------------------------------------------------------------------------- | ----------------------------------------- |
| Jarlabanke                                              | Stig Blomberg            | 1960  |                                           | staty - brons                              | Roslags Näsby | utanför kommunalhuset, Stationsvägen 13 koordinater saknas                                   | Jarlabanke                                |
| Vänner                                                  | Hermine Keller           | 2003  |                                           | Skulptur - brons                           | Roslags Näsby | vid järnvägsövergången, Östra Banvägen koordinater saknas                                    | Vänner                                    |
| Cymbalen klingar                                        | Clarence Blum            | 1967  |                                           | Skulptur - brons                           | Näsbypark     | utanför Allégårdens servicehus, Näsby Allé koordinater saknas                                | Cymbalen klingar                          |
| Utmaningen                                              | Torsten Treutiger        | 1991  |                                           | Skulptur - rostfritt stål                  | Näsbypark     | på torget vid bostadsområdet Fregatten koordinater saknas                                    | Utmaningen                                |
| Familjen                                                | Ernst Heissenberger      | 1975  |                                           | Skulpturgrupp - vit betong med marmorkross | Näsbypark     | torget, Näsbyparks centrum 59.43056, 18.09472                                                | Familjen                                  |
| Orkidé                                                  | Axel Nordell             | 1973  |                                           | Lekskulptur - glasfiberlaminat             | Näsbypark     | parken vid Roslagsbanans station, Eskadervägen 59.43056, 18.09621                            | Orkidé                                    |
| Upp i vind                                              | Veikko Keränen           | 1966  |                                           | Skulptur                                   | Hägernäs      | strandpromenaden i bostadsområdet Hägernäs strand, Sankta Catalinas gränd koordinater saknas | Upp i vind                                |
| Dafnes förvandling                                      | Bengt Amundin            | 1962  |                                           | Skulptur - plast                           | Hägernäs      | parken utanför bostadsrättsföreningen Hytten, Radarvägen koordinater saknas                  | Dafnes förvandling                        |
| Snigel och skal vid ett äppelträd Även känd som: Snigel | Birgitta Muhr            | 2000  |                                           | Skulptur - brons                           | Löttinge      | Löttingelundsskolans gård, Gribbylundsvägen 134 koordinater saknas                           | Snigel och skal vid ett äppelträd         |
| Elefanten Även känd som: Stor elefant                   | Axel Nordell             | 1969  |                                           | Lekskulptur - glasfiberarmerad plast       | Valla         | Östra Vallabrinksskolans gård, Vallabrinksgränd 6 koordinater saknas                         | Elefanten                                 |
| Beatrice                                                | Lennart Jonasson         | 1985  |                                           | Skulptur - brons och rostfritt stål        | Tibble        | mellan Tibble kyrka och sportcentrum koordinater saknas                                      | Beatrice                                  |
| Nike                                                    | Torsten Treutiger        | 2001  |                                           | Skulptur - rostfritt stål                  | Tibble        | Biblioteksgången koordinater saknas                                                          | Nike                                      |
| Fantasins träd                                          | Maj-Britt Engström       | 1997  |                                           | Textil                                     |               | koordinater saknas                                                                           |                                           |
| Okänd titel                                             | Anna Höglund             | 1999  |                                           | Skulptur                                   | Löttinge      | Löttingelundsskolan koordinater saknas                                                       |                                           |
| Non-Violence                                            | Carl Fredrik Reuterswärd | 1998  |                                           | Skulptur - brons                           | Tibble        | Plattformen Täby centrum station koordinater saknas                                          | Non-Violence                              |
| Minnessten över flygare vid F2 i Hägernäs               | Axel Wallenberg          | 1944  | Minnessten över flygare vid F2 i Hägernäs | Minnessten - granit                        | Hägernäs      | Stranden vid Catalinatorget koordinater saknas                                               | Minnessten över flygare vid F2 i Hägernäs |
| Fontän                                                  | Okänd                    |       |                                           |                                            | Tibble        | Bostadsrättsföreningen Storstugan koordinater saknas                                         | Fontän                                    |
| Ella                                                    | Okänd                    |       | Staty                                     | Brons                                      |               | Ellagårdsvägen koordinater saknas                                                            | Ella                                      |